# Kelly Ayotte
Kelly Ayotte, född 27 juni 1968 i Nashua, New Hampshire, är en amerikansk republikansk politiker. Hon är New Hampshires guvernör sedan januari 2025. Hon representerade New Hampshire i USA:s senat 2011–2017.
Ayotte avlade 1990 grundexamen i statsvetenskap vid Pennsylvania State University och 1993 juristexamen vid Villanova University. Hon arbetade som advokat och som åklagare i New Hampshire innan hon tjänstgjorde som delstatens justitieminister (New Hampshire Attorney General) 2004–2009.
Ayotte besegrade demokraten Paul Hodes i mellanårsvalet i USA 2010 och efterträdde 2011  Judd Gregg som senator för New Hampshire. I valkampanjen fick hon synligt stöd från flera framträdande republikaner, inte minst Sarah Palin och John McCain.